# Rozgrzeszenie

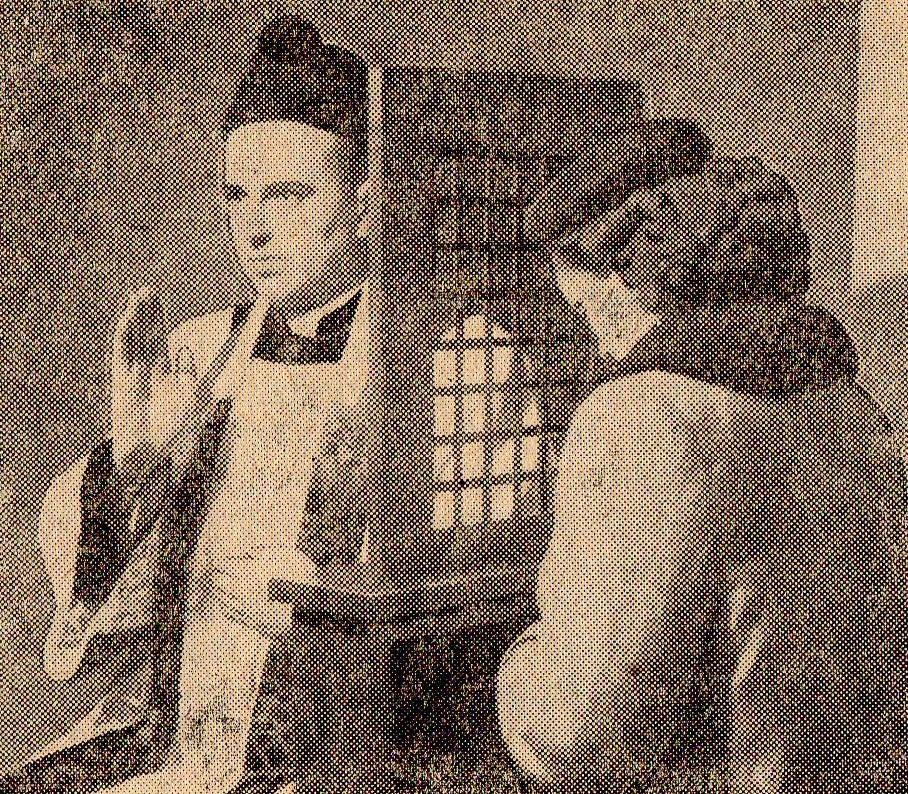
Ksiądz udzielający rozgrzeszenia w konfesjonale

Rozgrzeszenie (absolucja) – ostatni element sakramentu pokuty przed zadośćuczynieniem, odmówienie przez spowiednika formuły, która oczyszcza penitenta z grzechów. Jest ono skuteczne tylko wówczas, gdy penitent jest do niego dysponowany, czyli spełnia określone warunki (wyznanie wszystkich grzechów, żal, postanowienie poprawy). Jeśli brak dyspozycji penitenta ujawnia się w spowiedzi, spowiednik winien odmówić rozgrzeszenia, natomiast jeśli ten brak pozostaje ukryty, wypowiedziane rozgrzeszenie i tak nie odnosi skutku.
Teologiczne podstawy rozgrzeszenia znajdują się w Piśmie Świętym. Jezus Chrystus zleca Apostołom to zadanie w słowach: "Którym odpuścicie grzechy, są im odpuszczone, a którym zatrzymacie, są im zatrzymane" (J 20,23). Na mocy tych słów Apostołowie oraz ich następcy otrzymali władzę odpuszczania i zatrzymywania grzechów. W świetle nauki chrześcijańskiej wszystkie grzechy mogą zostać odpuszczone. Potwierdzają to m.in. następujące fragmenty Pisma Świętego:
Zaprawdę, powiadam wam: wszystkie grzechy i bluźnierstwa, których by się ludzie dopuścili, będą im odpuszczone. Kto by jednak zbluźnił przeciw Duchowi Świętemu, nigdy nie otrzyma odpuszczenia, lecz winien jest grzechu wiecznego. Mówili bowiem: "Ma ducha nieczystego.". (Mk 3,28-30)
Każdy grzech i bluźnierstwo będą odpuszczone ludziom, ale bluźnierstwo przeciwko Duchowi nie będzie odpuszczone. Jeśli ktoś powie słowo przeciw Synowi Człowieczemu, będzie mu odpuszczone, lecz jeśli powie przeciwko Duchowi Świętemu, nie będzie mu odpuszczone ani w tym wieku, ani w przyszłym. (Mt 12,31-32).
Grzech przeciwko Duchowi Świętemu nie jest pojedynczym grzechem. Grzech ten polega na zdecydowanej, całkowitej odmowie przyjęcia Miłosierdzia Bożego przez całe życie. Jego nieprzebaczalność wynika zatem z natury tego grzechu, a nie z tego, że Miłosierdzie Boże jest w jakikolwiek sposób ograniczone.
Pełna formuła rozgrzeszenia w Kościele katolickim ma brzmienie: Bóg, Ojciec miłosierdzia, który pojednał świat ze sobą przez śmierć i zmartwychwstanie swojego Syna, i zesłał Ducha Świętego na odpuszczenie grzechów, niech ci udzieli przebaczenia i pokoju przez posługę Kościoła. I ja odpuszczam tobie grzechy w imię Ojca i Syna, i Ducha Świętego. W naglących sytuacjach (np. niebezpieczeństwo śmierci) spowiednik może wypowiedzieć tylko ostatnie zdanie.